# NBA 1998./99.
NBA 1998./99. je bila 53. po redu sezona sjevernoameričke profesionalne košarkaške lige.
U finalnoj seriji doigravanja prvaci Zapadne konferencije San Antonio Spursi su omjerom 4:1 pobijedili prvake Istočne konferencije New York Knickse i osvojili svoj prvi naslov u povijesti. Zbog štrajka igrača, igrala se skraćena sezona od 50 utakmica.

## Poredak po divizijama na kraju regularnog dijela sezone
| Atlantic (Istok)       | Atlantic (Istok) | Atlantic (Istok) | Central (Istok)     | Central (Istok) | Central (Istok) | Midwest (Zapad)            | Midwest (Zapad) | Midwest (Zapad) | Pacific (Zapad)            | Pacific (Zapad) | Pacific (Zapad) |
| ---------------------- | ---------------- | ---------------- | ------------------- | --------------- | --------------- | -------------------------- | --------------- | --------------- | -------------------------- | --------------- | --------------- |
| Momčad                 | Pob              | Por              | Momčad              | Pob             | Por             | Momčad                     | Pob             | Por             | Momčad                     | Pob             | Por             |
| Miami Heat (d)         | 33               | 17               | Indiana Pacers (d)  | 33              | 17              | San Antonio Spurs (d)      | 37              | 13              | Portland Trail Blazers (d) | 35              | 15              |
| Orlando Magic (d)      | 33               | 17               | Atlanta Hawks (d)   | 31              | 19              | Utah Jazz (d)              | 37              | 13              | Los Angeles Lakers (d)     | 31              | 19              |
| Philadelphia 76ers (d) | 28               | 22               | Detroit Pistons (d) | 29              | 21              | Houston Rockets (d)        | 31              | 19              | Sacramento Kings (d)       | 27              | 23              |
| New York Knicks (d)    | 27               | 23               | Milwaukee Bucks (d) | 28              | 22              | Minnesota Timberwolves (d) | 25              | 25              | Phoenix Suns (d)           | 27              | 23              |
| Boston Celtics         | 19               | 31               | Charlotte Hornets   | 26              | 24              | Dallas Mavericks           | 19              | 31              | Seattle SuperSonics        | 25              | 25              |
| Washington Wizards     | 18               | 32               | Toronto Raptors     | 23              | 27              | Denver Nuggets             | 14              | 36              | Golden State Warriors      | 21              | 29              |
| New Jersey Nets        | 16               | 34               | Cleveland Cavaliers | 22              | 28              | Vancouver Grizzlies        | 8               | 42              | Los Angeles Clippers       | 9               | 41              |
| *                      | *                | *                | Chicago Bulls       | 13              | 37              | *                          | *               | *               | *                          | *               | *               |

Napomena: (d) - ušli u doigravanje, Pob - pobjede, Por - porazi

## Doigravanje
| Istočna konferencija           | Omjer      |            |
| Prva runda                     | Prva runda | Prva runda |
| ------------------------------ | ---------- | ---------- |
| Miami (1) - New York (8)       | 2:3        |            |
| Atlanta (4) - Detroit (5)      | 3:2        |            |
| Orlando (3) - Philadelphia (6) | 1:3        |            |
| Indiana (2) - Milwaukee (7)    | 3:0        |            |
| Konferencijska polufinala      |            |            |
| Atlanta (4) - New York (8)     | 0:4        |            |
| Indiana (2) - Philadelphia (6) | 4:0        |            |
| Konferencijsko finale          |            |            |
| Indiana (2) - New York (8)     | 2:4        |            |

| Zapadna konferencija            | Omjer      |            |
| Prva runda                      | Prva runda | Prva runda |
| ------------------------------- | ---------- | ---------- |
| San Antonio (1) - Minnesota (8) | 3:1        |            |
| LA Lakers (4) - Houston (5)     | 3:1        |            |
| Utah (3) - Sacramento (6)       | 3:2        |            |
| Portland (2) - Phoenix (7)      | 3:0        |            |
| Konferencijska polufinala       |            |            |
| San Antonio (1) - LA Lakers (4) | 4:0        |            |
| Portland (2) - Utah (3)         | 4:2        |            |
| Konferencijsko finale           |            |            |
| San Antonio (1) - Portland (2)  | 4:0        |            |

Napomena: u zagradi je plasman unutar konferencije

## Finalna serija
| Utakmica                       | Omjer |
| ------------------------------ | ----- |
| New York (I) - San Antonio (Z) | 4:1   |

Napomena: (I) - pobjednik Istočne konferencije, (Z) - pobjednik Zapadne konferencije

## Nagrade za sezonu 1998./99.
| Nagrada            | Osvajač       | Momčad                 |
| ------------------ | ------------- | ---------------------- |
| Najkorisniji igrač | Karl Malone   | Utah Jazz              |
| Novajlija godine   | Vince Carter  | Toronto Raptors        |
| Trener godine      | Mike Dunleavy | Portland Trail Blazers |